# Torre dell'orologio (Venezia)
La Torre dell'Orologio è un edificio rinascimentale situato a Venezia in piazza San Marco, di fronte all'angolo nord-occidentale della Basilica. Fu edificata fra il 1496 e il 1499 e poi successivamente ampliata nel 1506 e nel 1757, fino a raggiungere la conformazione attuale. Dal suo grande arco si diparte una delle vie commerciali più note di Venezia, la Merceria dell'Orologio.

## Storia

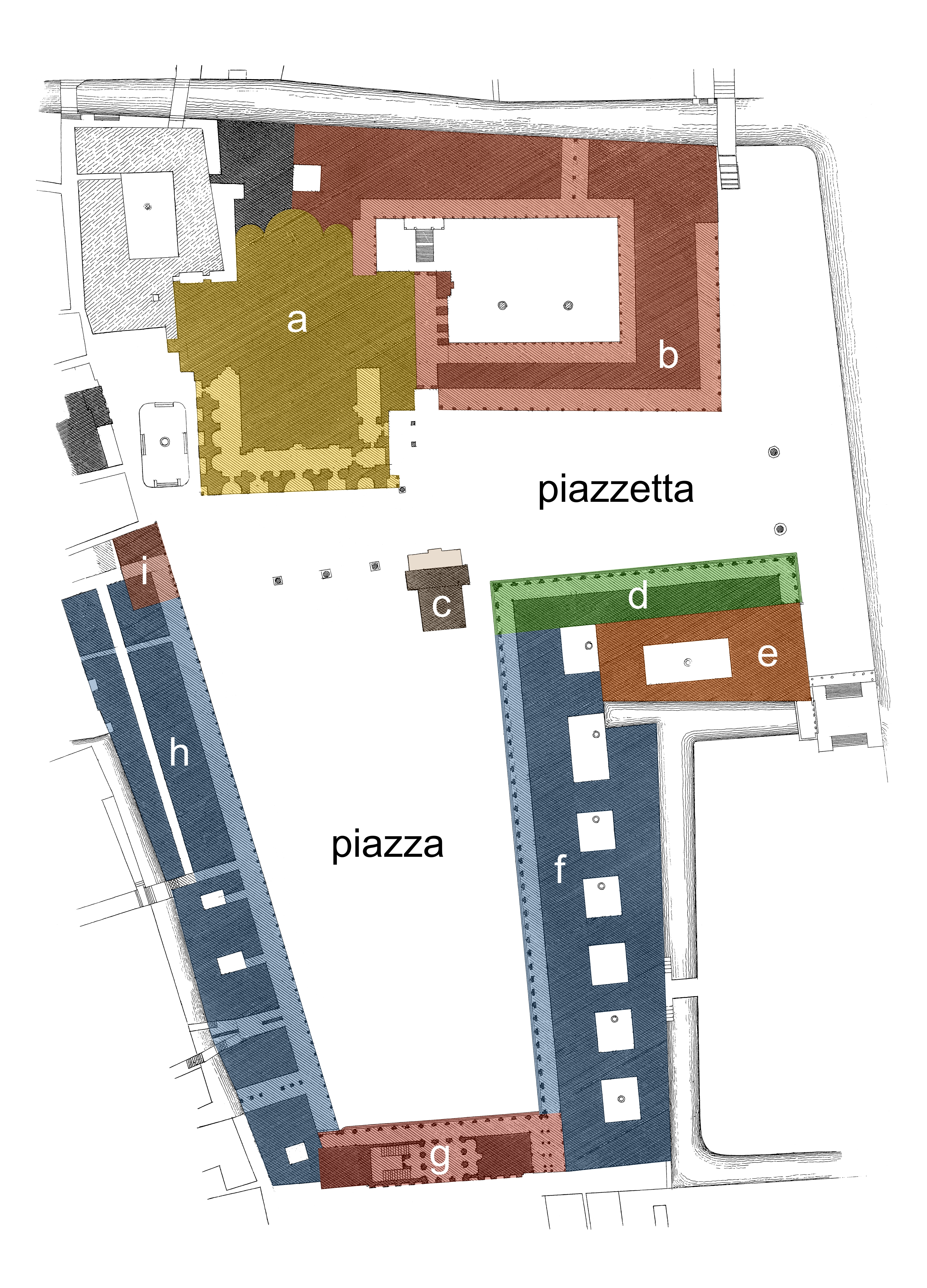
Mappa di piazza San Marco: la torre si trova al punto I

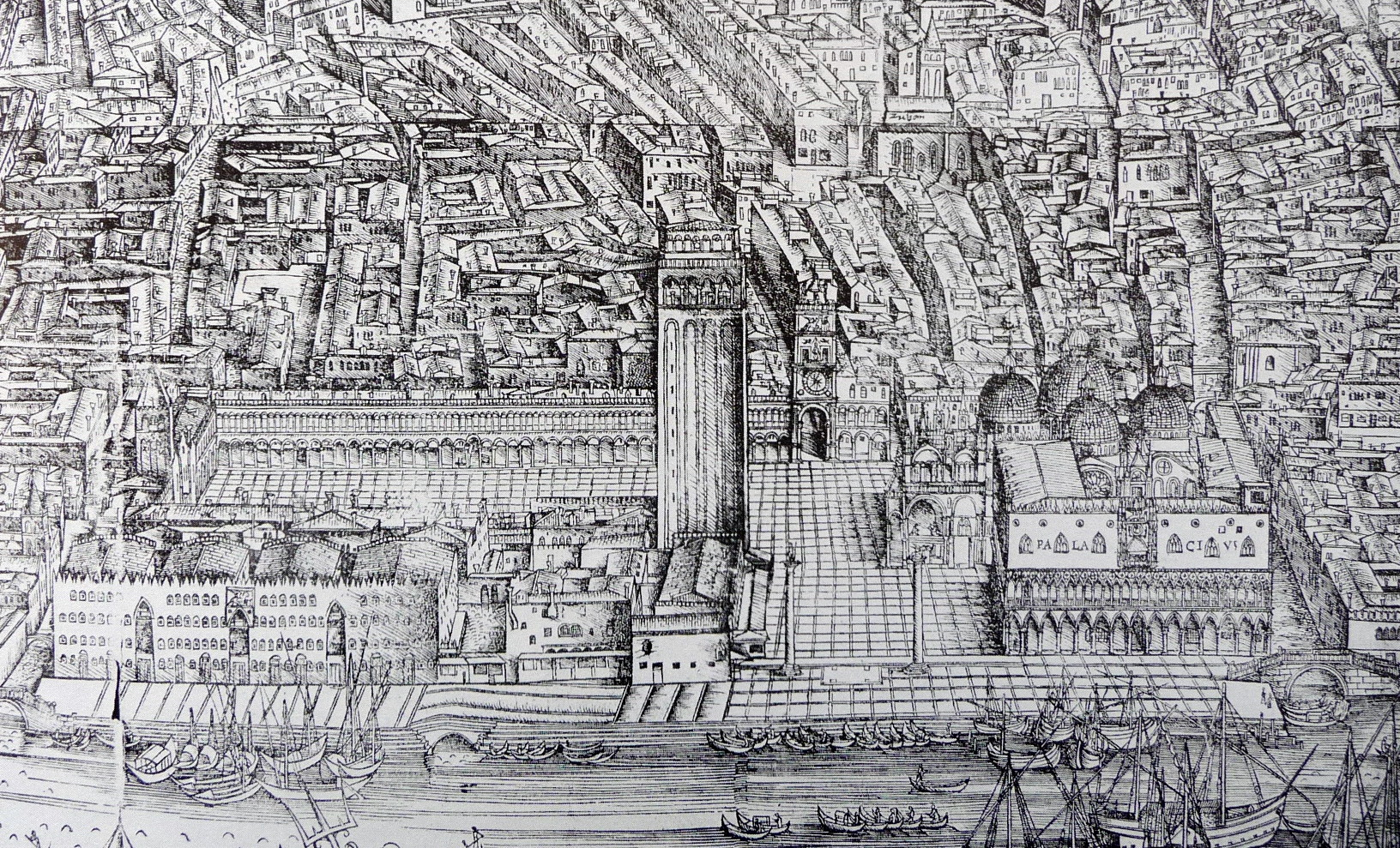
La torre appena realizzata nella mappa di Jacopo de' Barbari pubblicata nel 1500

### Progetto iniziale
La storia della Torre dell'Orologio iniziò nel 1493 quando il Senato della Serenissima decise di costruire un nuovo orologio pubblico in sostituzione di quello obsoleto di S. Alipio che si trovava in una nicchia presso il vertice nord-ovest della facciata di S. Marco fin dal XIII secolo. Tale orologio era piuttosto semplice in quanto privo di quadrante, quindi le ore non venivamo mostrate, ma venivano segnalate acusticamente tramite dei rintocchi di campana (orologio a maglio). Il nuovo orologio doveva essere dotato di automazioni ed elaborati meccanismi al fine di riflettere l'interesse dello Stato veneziano per le scienze meccaniche e mostrare una società che era al passo con i tempi. In sostanza il nuovo orologio doveva essere un monumento all'ingegneria e alla tecnologia avanzate, riflettendo a sua volta lo status di Venezia come potenza mondiale. La realizzazione della macchina venne affidata a due noti orologiai di Reggio Emilia: Giampaolo e Giancarlo Raineri (padre e figlio) che nel 1481 avevano già realizzato un orologio simile per la torre comunale della città di Reggio.
Per quanto possa sembrare strano, al momento di commissionare l'orologio, non era stato definito il luogo ove erigere la torre che doveva ospitarlo. Questa decisione risale a novembre del 1495, come indicato nei Regesti del Senato del giorno 3 novembre 1495, in cui si decise di porre la torre sopra la bocha de Marzaria, cioè dove la Merceria sfociava in piazza San Marco. Questa decisione era per certi versi rivoluzionaria e indicava chiaramente un preciso indirizzo da parte del governo della Repubblica. Rivoluzionaria in quanto andava ad alterare l'aspetto consolidato della piazza, come impostato al tempo del doge Sebastiano Ziani e caratterizzato dalla serie di porticati che ne delimitavano il perimetro. Inoltre il fatto che la torre si trovasse all'ingresso della principale arteria commerciale della città, le Mercerie, fece sì che da allora in poi sarebbe diventata uno dei punti nevralgici della città. Questa torre era del tutto priva della funzione di difesa militare spesso vista nelle torri medievali. La porta con il suo grande arco, invece, si annunciava come il principale collegamento dalla zona delle botteghe e delle case cittadine all'area del Palazzo Ducale, cuore della dominazione veneziana.
Nel 1496 iniziarono i lavori con la demolizione delle case poste all'ingresso della Merceria e la posa in opera delle fondamenta della torre nel mese di giugno. Nel 1497 venne completato l'edificio e il 1º dicembre fu installata la campana sulla sommità della torre, seguita dieci giorni dopo dalle due statue in bronzo dei Mori. Le lancette degli orologi e i raggi, così come il Sole, la Luna, le stelle e i segni dello zodiaco, erano dorati a fuoco. Un tale fiorentino di nome Giovanni eseguì quindi gli smalti policromi, così che entrambi i quadranti furono terminati nell'agosto 1498. Il 1º febbraio 1499 la torre fu inaugurata.
La costruzione della torre avvenne durante il governo di Agostino Barbarigo, che fu Doge di Venezia dal 1486 al 1501. Il suo stemma infatti decora l'esterno della campana e una statua del Doge inginocchiato era posta a destra del leone alato. La sua firma, presente anche in alcuni documenti ufficiali dell'agosto 1496 e il fatto che in essi sia evidenziata la decisione di porre l'orologio sopra lo sbocco della Merceria, mostrano un legame diretto fra l'opera e la persona del Doge.
Assai controversa è l'attribuzione del progetto della torre. Pur in assenza di prove documentali il progetto viene generalmente attribuito all'architetto Mauro Codussi soprattutto perché i motivi architettonici utilizzati, e in particolare il rispetto dei cosiddetti moduli albertiani del prospetto e della pianta, sono quelli tipici di questo progettista.

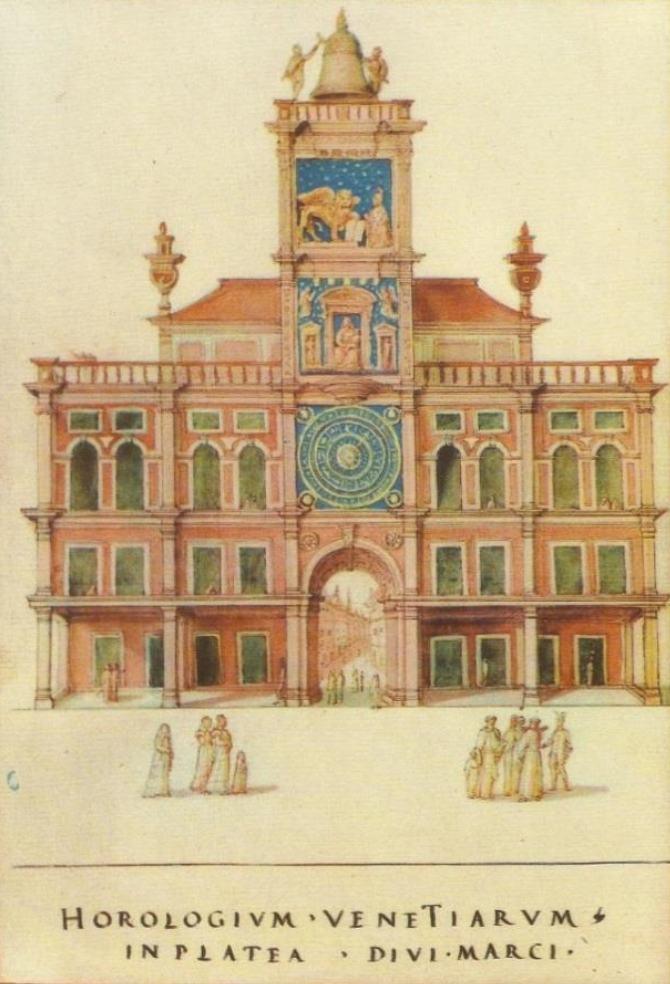
La torre nel 1538–40, come disegnata da Francisco de Hollanda

### Realizzazione delle costruzioni laterali
Negli anni successivi alla realizzazione della torre furono espresse delle critiche sulla stessa, soprattutto perché date le sue dimensioni sembrava che poco si addicesse alla grandezza e magnificenza della piazza in cui era inserita. Pertanto per migliorare integrazione dell'edificio nella piazza fu nominata una commissione che aveva il compito di vagliare delle proposte di ampliamento e integrazione. Anche in questo caso non si hanno dati certi circa il vincitore di questa specie di concorso. Secondo alcuni autori fu Pietro Lombardo che già svolgeva le funzioni di Proto del palazzo. Tale progetto prevedeva di ampliare lateralmente il prospetto della torre con l'aggiunta di due "ali" nello stesso stile. Per far posto a queste ali, verso la fine dell'anno 1500 vennero quindi demoliti gli edifici confinanti, che erano rimasti in piedi dopo l'inserimento della torre. 
I lavori vennero avviati fra la fine del 1502 e l'inizio del 1503 e ultimati nel 1506, quando le nuove ali dell'edificio furono inaugurate nel giorno dell'Ascensione.

### Ampliamenti e modifiche del XVIII secolo

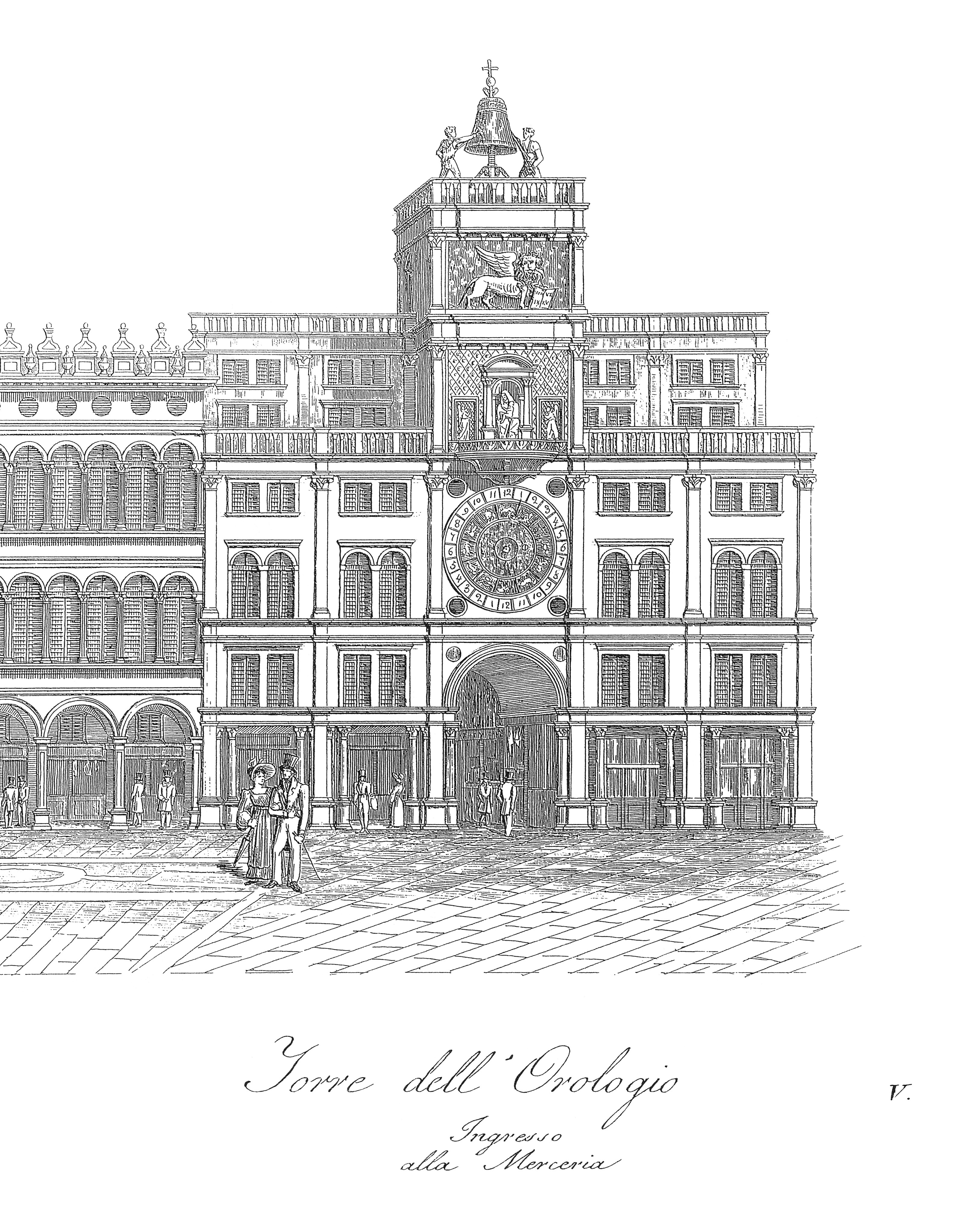
Torre dell'Orologio come appariva a inizio Ottocento

Nell'anno 1750 l'orologio era fortemente degradato: la parte astronomica e la processione dei Magi non funzionavano più e anche il battere delle ore non avveniva regolarmente. In passato erano stati fatti degli interventi di manutenzione, ma oramai la situazione richiedeva un rifacimento completo del meccanismo irrimediabilmente usurato. Il 6 settembre 1750 il rifacimento della macchina venne affidato a due noti meccanici: Bartolomeo Ferracina di Solagna e Padre Pietro Guarana di Venezia, che dovevano produrre ciascuno una propria soluzione da presentare in competizione.
In parallelo alla realizzazione dei prototipi della macchina, nell'agosto del 1751, venne appaltato all'architetto Giorgio Massari il restauro della torre e l'innalzamento delle ali. I lavori di restauro iniziarono nel settembre del 1751, mentre quelli di innalzamento delle ali furono iniziati nel marzo del 1755. I lavori consistettero nell'innalzamento di due piani al di sopra dei tre preesistenti, mantenendo lo stesso stile architettonico. I due piani erano rientrati e quindi formavano un terrazzo difeso da una balaustra. Anche sul terrazzo al di sopra dei nuovi piani venne posta una balaustra con lo stesso stile di quella sottostante.
Nel marzo 1757 Massari fu sostituito da Andrea Camerata che ne era l'assistente. Camerata, appena entrato in carica, propose di aggiungere due colonne per ognuno dei vani fra i pilastri di sostegno delle ali, per un totale quindi di otto colonne. Ciò sia al fine di migliorare la stabilità dell'edificio riducendo la luce delle trabeazioni, sia per migliorare l'estetica. Le colonne furono quindi realizzate e poste in opera verso la fine dell'estate del 1757 e sono tuttora presenti.
Nel 1752 avendo i due maestri meccanici Ferracina e Guarana terminato i loro modelli li presentarono alla committente Procuratia de Supra. La commissione, nominata per valutare le due soluzioni, scelse quella di Ferracina, cui fu quindi assegnata la realizzazione della macchina per una cifra di 9 000 ducati, ridotti successivamente a 8 000. A padre Guarana fu assegnata la somma di 50 ducati in riconoscimento del lavoro di buona fattura comunque realizzato.
La realizzazione del nuovo orologio richiese cinque anni e il meccanismo fu quindi installato nel dicembre del 1757. Questa nuova macchina presentava alcune differenze rispetto a quella precedente, in particolare riguardo alle ore che venivano segnate e battute da 1 a 12 e non da 1 a 24 e il quadrante astronomico notevolmente semplificato.
Alcuni mesi dopo l'installazione del nuovo orologio la Procura di San Marco commissionò al Ferracina l'analisi del meccanismo relativo al movimento delle statue dei re magi, che per semplicità era stata volutamente tenuta fuori dalla realizzazione precedente. La proposta venne accettata e i lavori ultimati per la Fiera dell'Ascensione del 1759 in cui la processione dei Magi fu di nuovo visibile dopo molti anni di assenza.
Nel 1797 la Repubblica Veneta cadde e Venezia venne occupata dai francesi. Nei mesi caotici che seguirono la formazione di una Municipalità provvisoria di Venezia, simpatizzanti giacobini di Venezia produssero atti vandalici nei confronti di insegne e statue riconducibili al governo dei Dogi, fra cui la distruzione della statua del Doge sulla Torre dell'Orologio e di vari leoni alati presenti su porte ed edifici della città. Inoltre dopo la caduta della Repubblica la competenza della torre passò dalla Basilica di San Marco alla municipalità di Venezia.

### Modifiche del XIX secolo

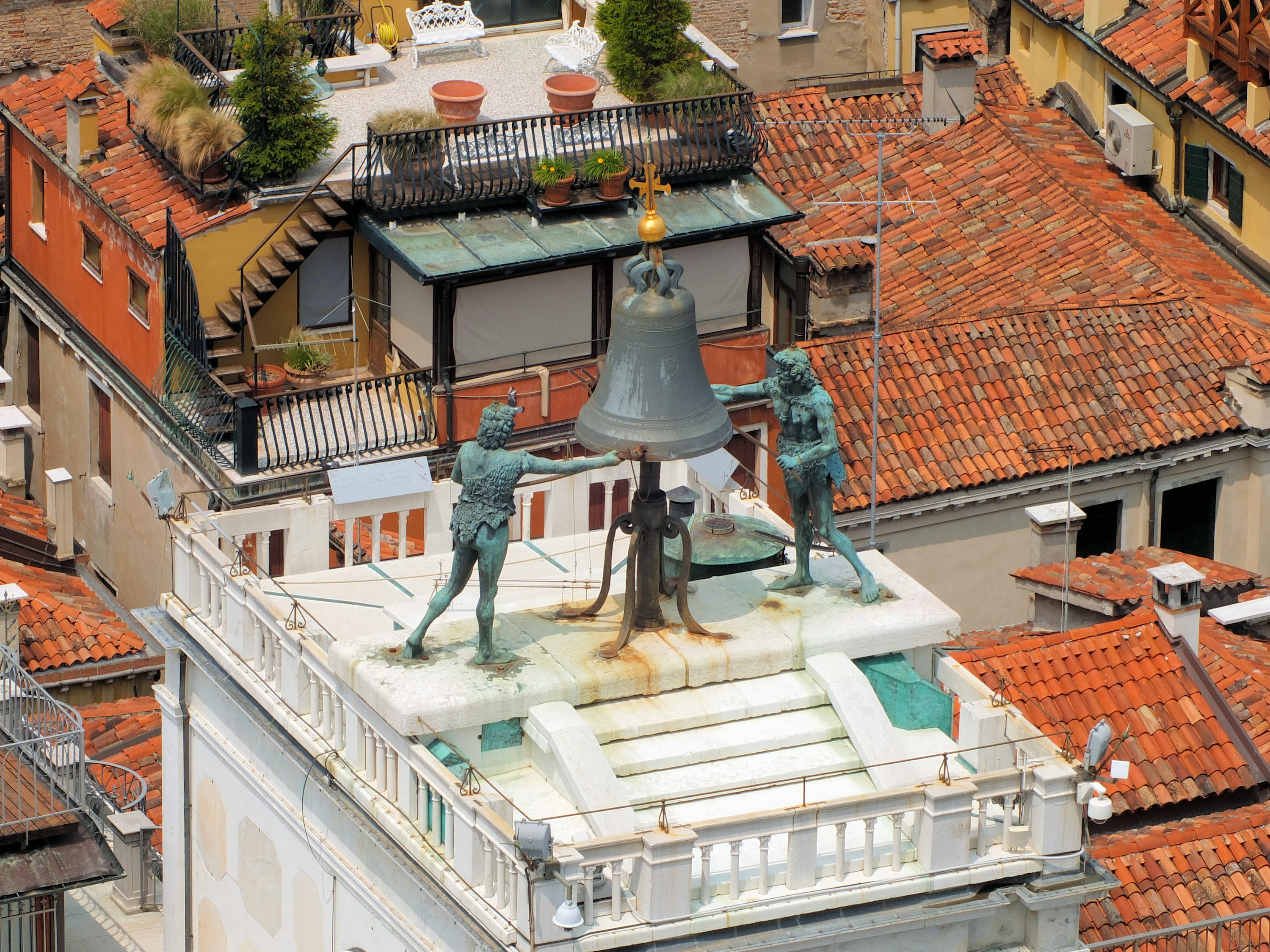
Vista dall'alto della torre che evidenzia l'innalzamento del piedistallo che sostiene la campana e i Mori

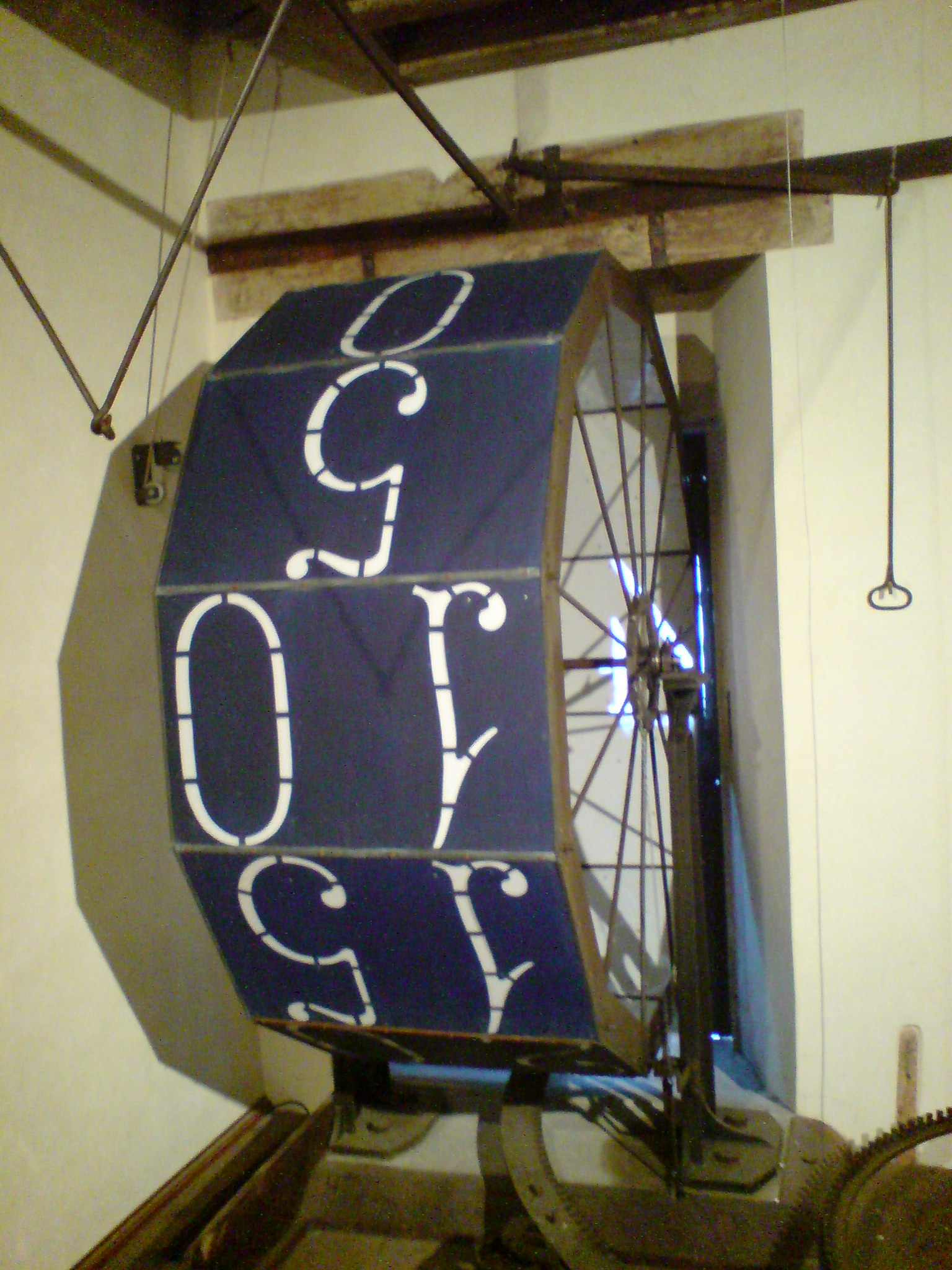
La Tambura dei minuti

Nel 1855 il Municipio, cui era passata la responsabilità della torre, promosse una ispezione per verificare lo stato dell'opera e individuare eventuali interventi di ripristino. La commissione nominata esaminò l'opera e redasse un dettagliato rapporto con gli interventi da effettuarsi, ma dato lo stato in cui versavano le casse del comune non vi fu dato seguito.
La questione venne ripresa in esame due anni più tardi, dopo la nomina a Podestà di Venezia di Alessandro Marcello. I lavori erano oramai diventati urgenti in quanto ai problemi segnalati in precedenza si era aggiunto un parziale cedimento della volta superiore dell'edificio che sosteneva la campana coi Mori. Nel 1857 venne quindi fatto un nuovo sopralluogo e avviati i lavori di ripristino.
Il restauro interno ed esterno della torre venne iniziato nel marzo del 1858 sotto la direzione dell'ingegner Giannantonio Romano. L'intervento più importante fu il rifacimento della volta dell'ultimo piano che sosteneva il peso della campana e dei Mori. Venne realizzato un arco di sostegno rinforzato con sei tiranti in ferro e il vecchio pavimento in legno foderato di piombo venne sostituito con lastre di pietra al fine di realizzare una terrazza praticabile. Altro importante intervento fu il rifacimento e innalzamento di circa un metro del basamento su cui posavano le campane e le statue dei Mori, così che esse potessero essere viste più facilmente dalla piazza sottostante. All'interno vennero sostituite le scale in legno con una unica scala a chiocciola in metallo che conduce dal primo piano all'ultimo, e una seconda scala a chiocciola per salire sulla terrazza protetta da una botola a cupola. Interventi minori riguardarono gli esterni, il mosaico e la pittura delle parti decorative delle facciate, sia quella che dà su Piazza San Marco sia quella che dà sulla Merceria. Altri interventi riguardarono la sistemazione di marmi e intonaci delle ali della costruzione. I lavori edili furono considerati conclusi il 23 febbraio 1859 a seguito di positivo collaudo da parte della Commissione all'Ornato.
Per quanto riguarda l'orologio venne dato l'incarico al professor Luigi De Lucia che iniziò i lavori nel giugno del 1858. Il principale intervento di De Lucia fu quello di realizzare, come richiesto, un sistema che consentisse di leggere le ore e i minuti dalla piazza anche di notte. A questo fine vennero costruite due grandi ruote metalliche di forma dodecagonale, chiamate tambure i cui lati erano costituiti da pannelli zincati traforati che riportavano uno i minuti (in intervalli di 5) e l'altro le 12 ore. I minuti erano scritti in numeri arabi e le ore in numeri romani, in modo che fossero facilmente distinguibili gli uni dalle altre onde evitare confusione. All'interno delle ruote erano poste delle lampade a gas che di notte rendevano visibili i numeri attraverso i trafori. Le tambure vennero sistemate nei due vani ai lati della statua della Madonna, al posto delle porte che si aprivano per far passare la processione dei Magi. Le tambure vennero anche dotate di un meccanismo che ne consentiva un agevole spostamento per consentire alla processione dei re magi di avvenire durante le occasioni previste. Oltre alle tambure De Lucia realizzò altre non secondarie modifiche al meccanismo dell'orologio, sostituendo il pendolo, modificando l'ancora e il sistema di scappamento e altre parti del meccanismo.
La facciata principale venne restituita alla vista in occasione della festa dell'Ascensione, il 2 giugno 1859, giorno in cui venne anche riattivato l'orologio.
Nel 1896 venne riportato alla luce l'antico contorno del quadrante che indica le ore espresse in numeri romani da I a XXIV, che era stato coperti da intonaci nel 1700.

### Dal Novecento ai giorni nostri

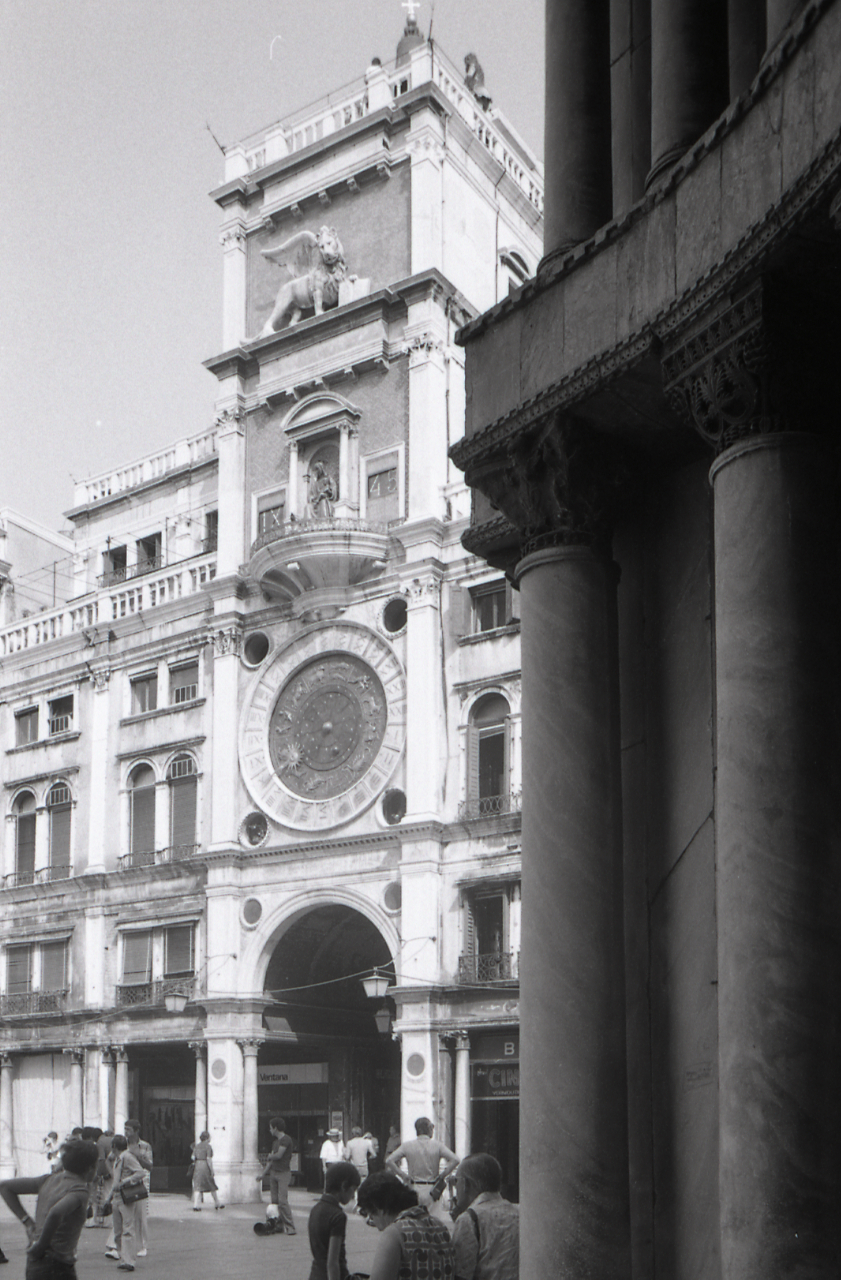
Foto della Torre del 1977. Si possono vedere il quadrante con le ore da I a XXIV come ripristinato nel 1860 e i pannelli numerici delle tambure ai lati della Vergine

All'inizio degli anni cinquanta fu necessario intervenire nuovamente sul meccanismo dell'orologio in quanto una leggera inclinazione dell'edificio aveva portato il pendolo a toccare il bordo dell'apertura e quindi non funzionava più. Nel 1951 l'intervento di manutenzione venne affidato a Giovanni Peratoner che era succeduto al padre come custode (o "temperatore") dell'orologio. Peratoner provvide ad alzare il punto di sospensione in modo che la lente del pendolo non arrivasse nel piano sottostante; inoltre la sospensione e la sua sede vennero sostituite e venne rettificata l'ancora dello scappamento usurata dal tempo. Il tutto venne effettuato in una logica strettamente conservativa atta ad alterare il minimo possibile il manufatto preesistente. I lavori terminarono nel 1953 e l'orologio poté tornare a funzionare.
Nel 1963 si decise di far uscire la processione dei Magi anche il giorno dell'Epifania, oltre che nel periodo dell'Ascensione.
Circa trenta anni dopo risulta necessario un intervento più consistente. Nel 1996 la Piaget propose di finanziare il restauro e venne firmata una convenzione col Comune di Venezia per la sua esecuzione. I lavori vennero affidati all'orologiaio mantovano Alberto Gorla con la consulenza dello storico Giuseppe Brusa. Nel 1997 l'orologio venne smontato insieme ai meccanismi che regolano il quadrante astronomico. Nel febbraio del 1999, 500 anni dopo la sua costruzione iniziale, la parte centrale del meccanismo dell'orologio, modificato dal Brusa, venne mostrato rimontato in una presentazione alla stampa in Palazzo Ducale.
Nei mesi successivi alla suddetta esposizione si sviluppò una feroce polemica fra gli esperti della materia sulla natura del restauro effettuato. Tale restauro avrebbe infatti dovuto essere "conservativo" cioè tale da non alterare se non per quanto indispensabile il manufatto originario. Viceversa alcuni, fra cui l'ultimo temperatore dell'orologio Giovanni Peratoner, ma non solo, sostenevano che erano state apportate modifiche non indispensabili al fine di consentire un ritorno alla versione settecentesca del meccanismo, cioè quella realizzata dal maestro Ferracina, quindi perdendo la versione realizzata da De Lucia, che pure era quella in funzione al momento del restauro. Le polemiche si protrassero per anni, anche per il fatto che l'orologio, era sì stato mostrato alla stampa, ma poi non era stato rimontato e rimase al Palazzo Ducale, inspiegabilmente, per anni. L'orologio venne rimontato e la Torre aperta al pubblico solo nel maggio del 2006.
Dopo l'intervento finanziato conclusosi nel 2006 la Piaget e il Comune di Venezia hanno firmato un accordo triennale (2012-2014) che poi è stato esteso fino al 2017, per la manutenzione e revisione dei meccanismi dell’orologio della Torre da parte di Piaget.

## Descrizione

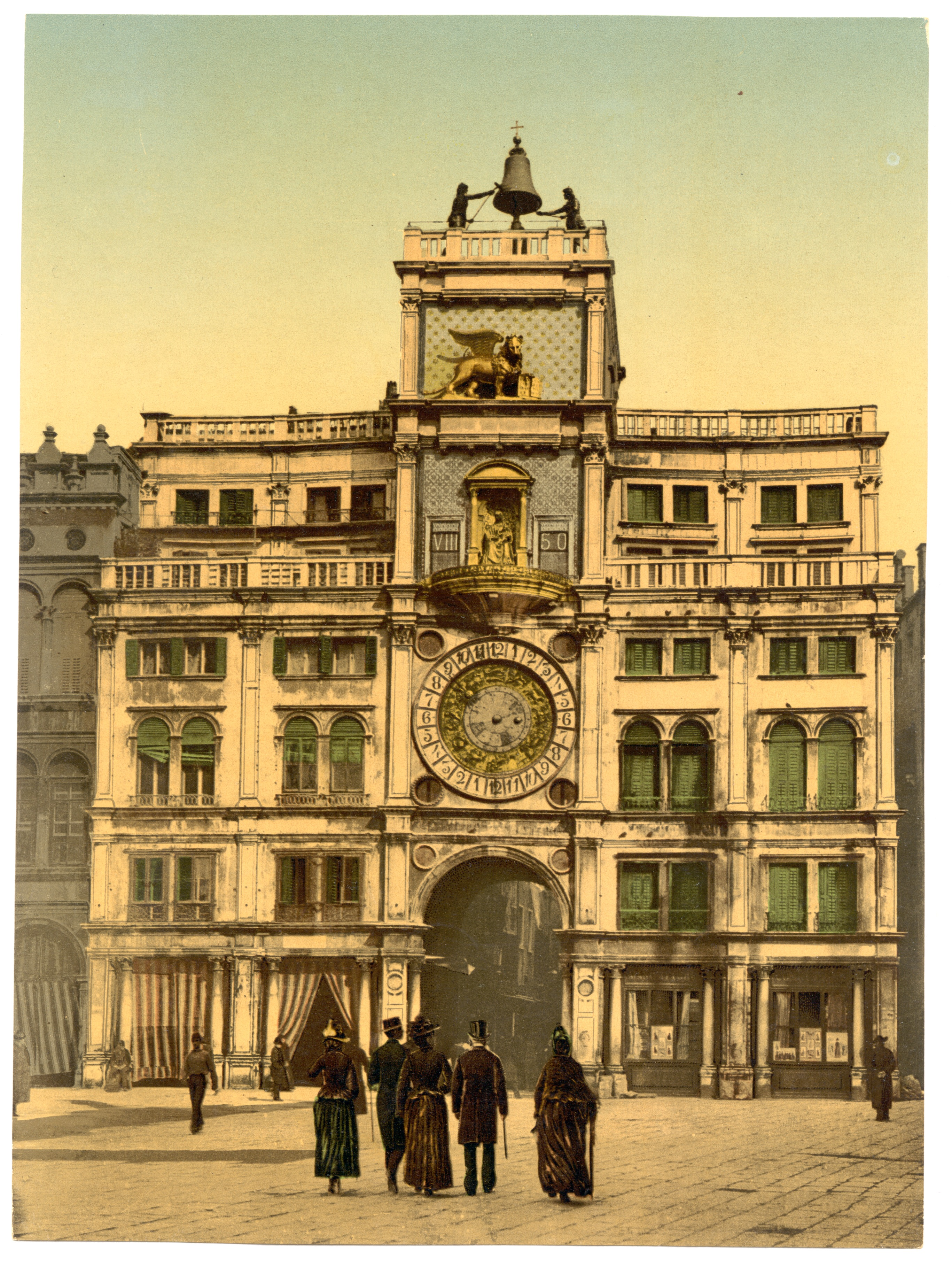
La Torre tra il 1890 e il 1900

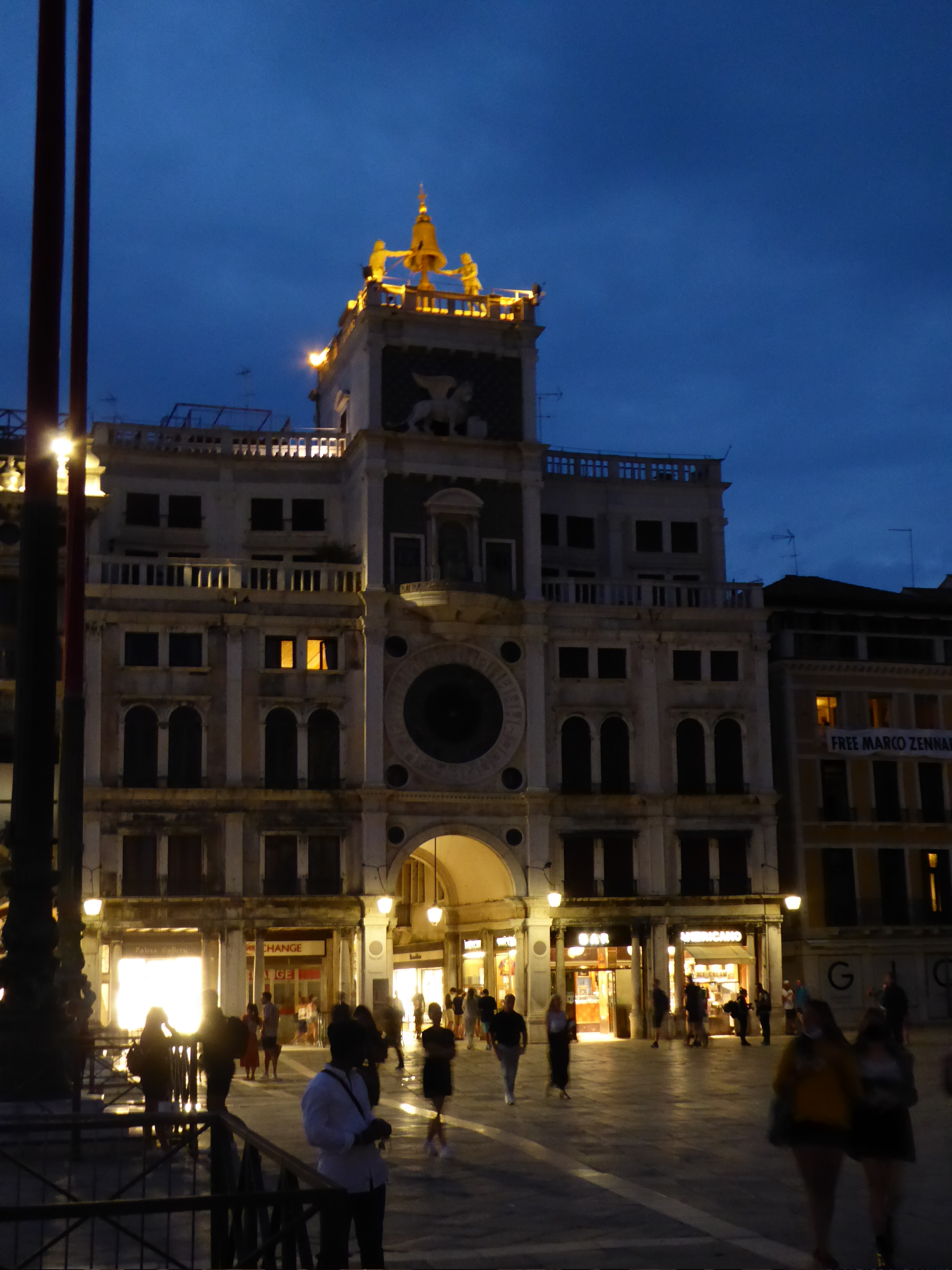
Torre dell'Orologio di notte

L'edificio consta di una torre centrale, costruita tra il 1496 e il 1499 e di due ali laterali, aggiunte all'inizio del Cinquecento.
La torre centrale è alta circa 24 m e ha una base rettangolare di 9 x 6 metri con i lati minori rivolti verso la piazza e la Merceria. Su questa base si erge un grande fornice alto 9 m sostenuto da pilastri e colonne di ordine pseudocorinzio. L'arco collega piazza San Marco con la Merceria dell'Orologio. Sopra l'arco si trova una elegante trabeazione in pietra sul cui fregio sono scolpite le parole:
che indicano i nomi dei costruttori dell'orologio e la data di realizzazione. 
Al di sopra della trabeazione la torre si sviluppa su tre piani evidenziati lato piazza San Marco da altrettanti riquadri, ciascuno dei quali è delimitato lateralmente da pilastri petrinei terminati da capitelli in stile pseudocorinzio.
Il riquadro più in basso è occupato dal quadrante dell'orologio e da quattro finestre circolari poste agli angoli. Il quadrante ha un diametro di 4,5 metri ed è in marmo con le cifre delle ore scolpite in numeri romani da I a XXIV. La parte centrale è in oro e smalto blu. L'orologio segna ora, giorno, fasi lunari e i segni dello zodiaco.
Il riquadro centrale contiene una nicchia ornata da due colonnette all'interno della quale si trova una statua in lamierino metallico sbalzato e dorato della Madonna col Bambino. Ai lati della nicchia vi sono due porticine, attualmente chiuse da dei lamierini dorati che mostrano le ore e i minuti in bianco su fondo azzurro (tambure). Ai piedi della Madonna fuoriesce una mensola semicircolare in marmo che fornisce lo spazio di passaggio per la processione del Magi. La mensola è ornata con un fregio di rame dorato traforato.
Il riquadro terminale, leggermente più basso degli altri due, ospita il leone alato simbolo della Serenissima, su fondo azzurro con stelle dorate. Il leone, scolpito nel marmo, appoggia su un davanzale sporgente della trabeazione sottostante sostenuto da cinque piccoli modiglioni. La torre termina con una terrazza cinta da una balaustrata in pietra d'Istria formata da piccole colonne e pilastrini. Infine sulla terrazza, su una base di pietra larga quanto la torre, si trovano la campane e le due statue in bronzo che battono le ore.
La facciata della torre sul lato della Merceria è interamente coperta di intonaco e l'unico quadrante presente è quello dell'orologio, anch'esso contornato di marmo con quattro finestre circolari agli angoli del riquadro. Nel resto della facciata vi sono sei finestre, due sotto l'orologio e quattro sopra che danno luce ai locali interni.
Le due facciate laterali della torre, quelle libere dalle ali contigue, sono ricoperte in marmo e hanno al centro una porta che consente di accedere ai due piccoli terrazzi sopra le ali.
Le ali laterali dell'edificio proseguono il porticato delle confinanti Procuratie Vecchie fino ad arrivare alla Casa del Pellegrino. Da notare che queste ali non sono esattamente della stessa larghezza, in quanto erano delimitate da vincoli preesistenti. L'ala di sinistra (per chi guarda dalla piazza) è larga 8,62 m in quanto delimitata dalla torre e dalle preesistenti Procuratie, mentre l'ala di destra è larga 8,17 m essendo delimitata dalla Torre e dalla Calle del Pellegrino.

### Quadranti dell'orologio

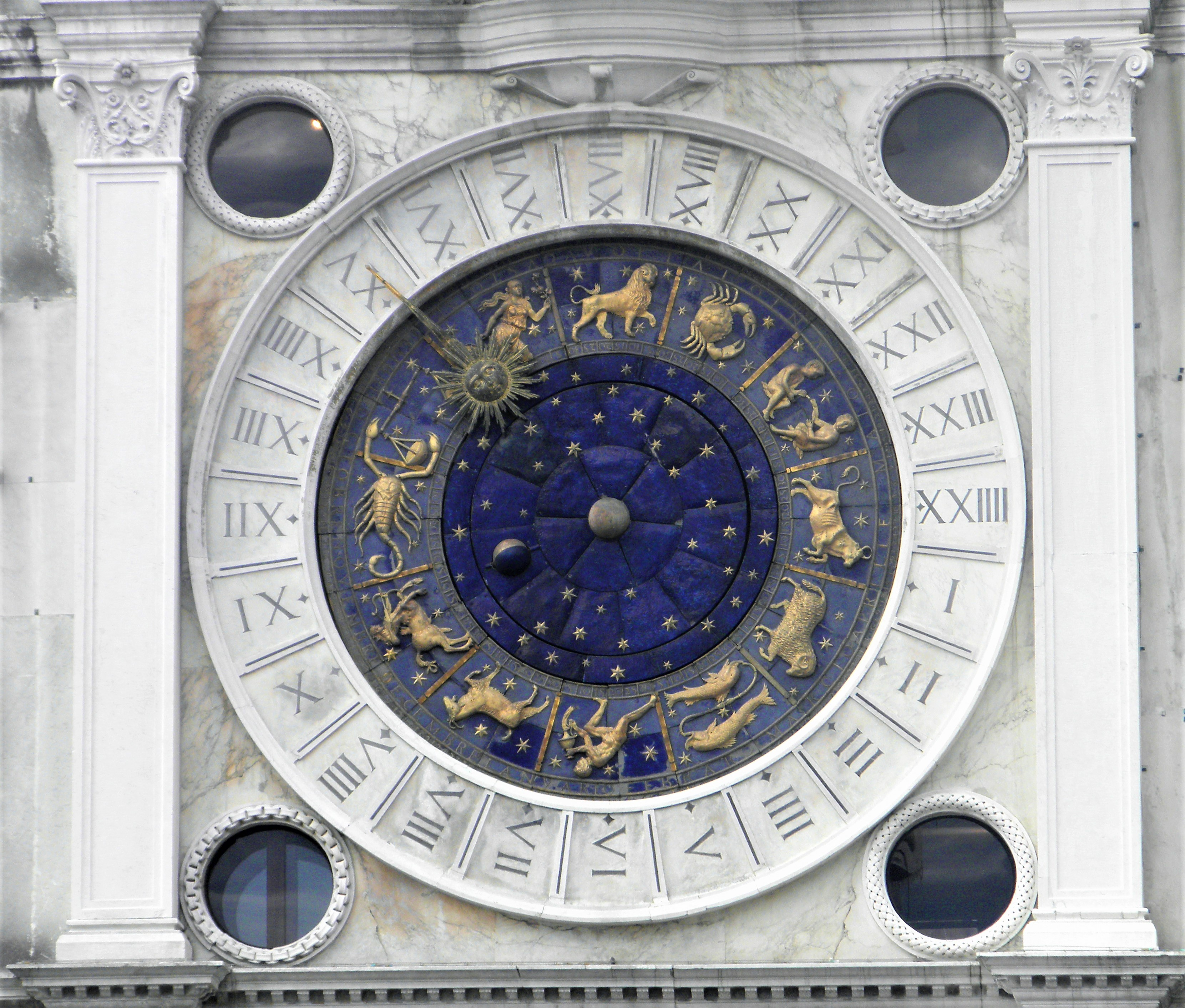
Quadrante dell'orologio - Facciata sud - piazza San Marco

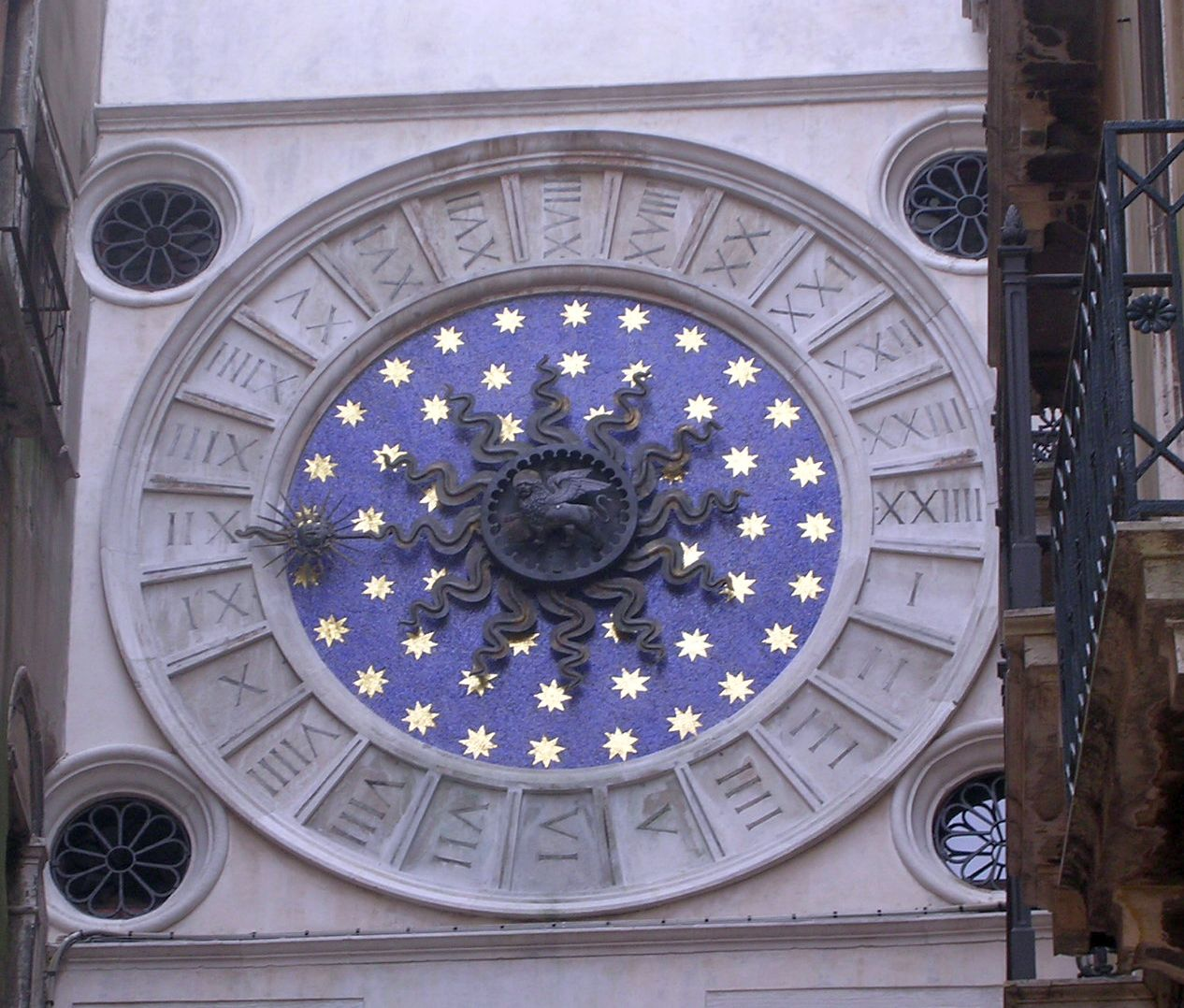
Quadrante dell'orologio - Facciata nord - Mercerie

La torre ha due quadranti dell'orologio, uno sulla facciata sud, quella rivolta verso piazza San Marco, e uno sulla facciata nord, quella che dà sulla Merceria dell'Orologio.
Il quadrante della facciata sud è formato da una parte fissa, costituita da un cerchio esterno in marmo, dove sono scolpite le ore della giornata in numeri romani da I a XXIV, e da una parte interna mobile in lamierino di rame smaltato in blu con rilievi dorati. La parte mobile è composta da tre anelli: un anello esterno che contiene i segni zodiacali e le relative costellazioni, i nomi dei mesi, e i giorni; un anello più interno sottile che trasporta la lancetta delle ore a forma di Sole con raggiera dorata; un anello ancora più interno che contiene la Luna con delle stelle dorate. Al centro si trova la Terra che è fissa. La Luna, oltre a girare mensilmente intorno alla Terra, ruota su sé stessa a indicare le varie fasi, essendo per metà dipinta di blu e per metà dorata. Il cerchio delle costellazioni si muove seguendo la lancetta del Sole in modo tale che esso esca ed entri nelle varie costellazioni come previsto dallo zodiaco.
La parte astronomica del quadrante risponde al modello tolemaico con la Terra al centro del sistema solare, in quanto realizzata fra il 1496 e 1499 quando la rivoluzione copernicana non era ancora stata resa nota.
È importante segnalare che il quadrante come oggi visibile è il risultato di una semplificazione avvenuta nel restauro dell'orologio avvenuto nel XVIII secolo rispetto alla versione originale. Tale versione prevedeva infatti otto cerchi, contro i tre attuali. I cinque cerchi soppressi contenevano i pianeti Saturno, Giove, Marte, Venere e Mercurio, e ruotavano intorno alla Terra secondo i tempi definiti da Tolomeo.

### La processione dei re magi

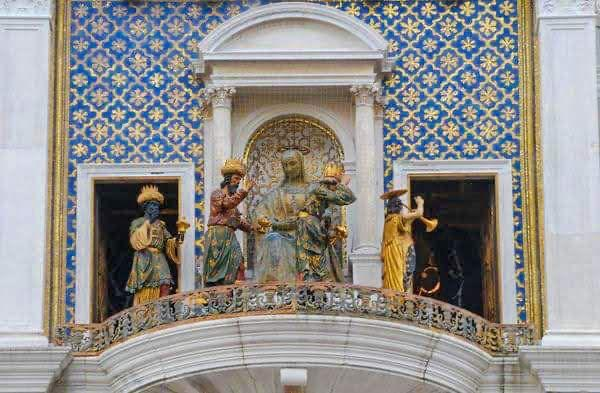
Processione dei re magi il 6 gennaio 2022

L'orologio è dotato di un meccanismo, attivato tradizionalmente solo nei giorni dell'Epifania e nel periodo dell'Ascensione (può essere il giorno dell'Ascensione stessa o la domenica successiva) che a ogni scoccare delle ore (dalle 8 alle 20), produce la cosiddetta processione dei re magi.
La porta posta alla sinistra della Vergine nel riquadro centrale della torre si apre e fa passare un carosello di quattro statue in legno, rappresentanti l'angelo che annuncia la nascita di Gesù con la tromba seguito dai tre re magi. Le statue sono trascinate da un meccanismo a binario posto a terra lungo la piattaforma semicircolare posta sopra al quadrante, e giunte dinanzi alla Vergine le fanno riverenza, l'angelo solleva la tromba come a volerla suonare, mentre i Magi si inchinano e sollevano la corona con la mano destra, mentre con la sinistra offrono i regali al Bambino, quindi rientrano nella torre attraverso la porta alla destra della Vergine.
Il meccanismo che aziona questa processione è indipendente dalla macchina dell'orologio e quando lo si vuole attivare va messo in comunicazione con l'orologio tramite l'attivazione di un particolare dispositivo.
Dopo che nel XIX secolo furono realizzate le tambure per mostrare i numeri delle ore e dei minuti, che si trovano appunto nei due pannelli ai lati della Vergine, la processione per poter avvenire richiede che le tambure vengano alzate e spostate lateralmente in modo manuale. Per questa ragione la processione viene attivata solo in due periodi dell'anno.

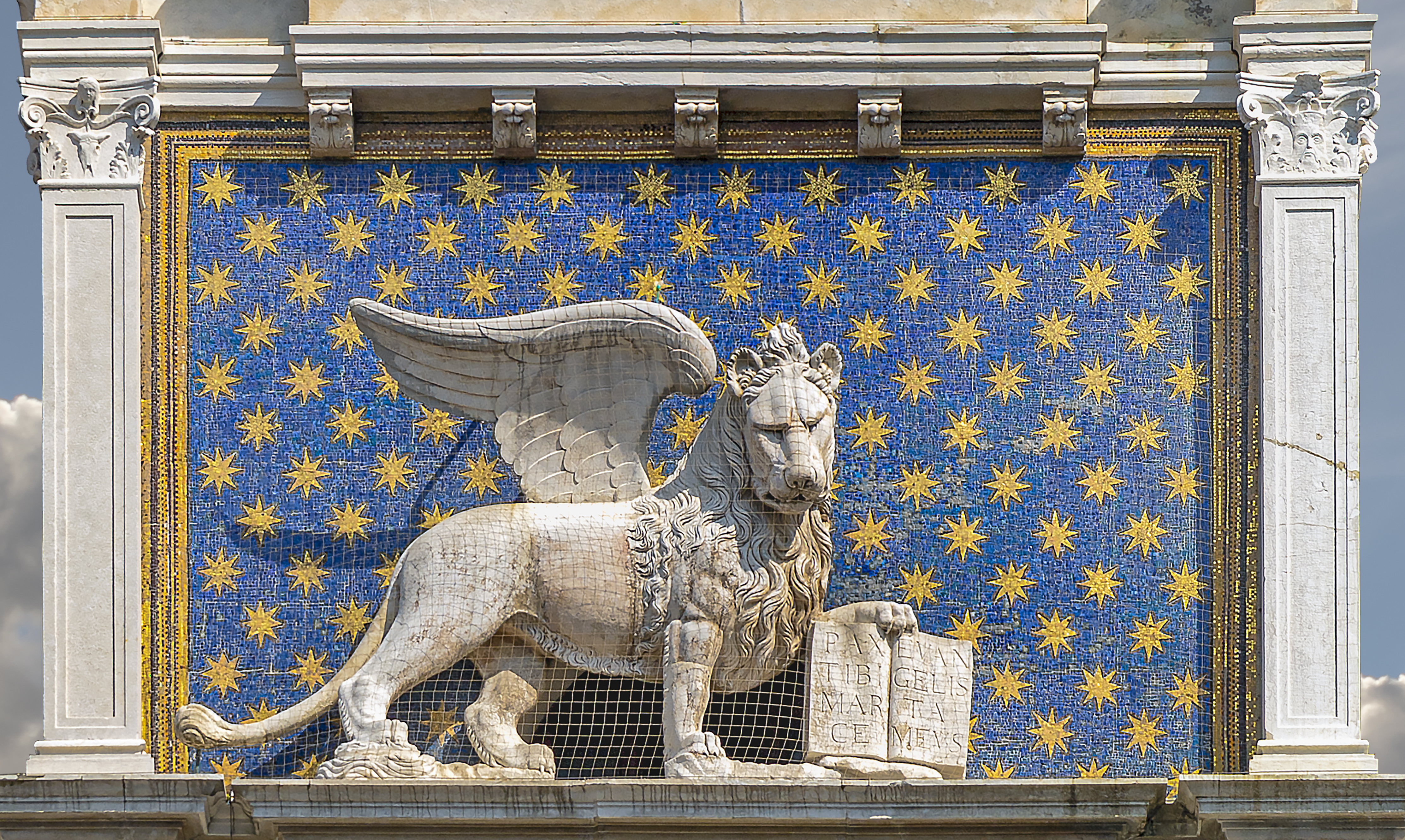
Leone di San Marco, simbolo della Repubblica di Venezia

### La statua del doge
Il 1º febbraio 1499, il doge Agostino Barbarigo inaugurò l'orologio. La sua statua fu posta a fianco del Leone di San Marco, simbolo della marinara Repubblica di Venezia, nel riquadro superiore della facciata della Torre. Questo spiega perché la statua del leone non si trova al centro del riquadro, ma spostata a sinistra, appunto per fare posto alla statua del Doge. La statua fu distrutta nel 1797, con l'occupazione francese della Repubblica Veneta.
I veneziani membri della municipalità giacobina filofrancese pagarono con soldi pubblici degli scalpellini, che distruggessero tutte le statue dei dogi e quanti più leoni possibile.

### I Mori

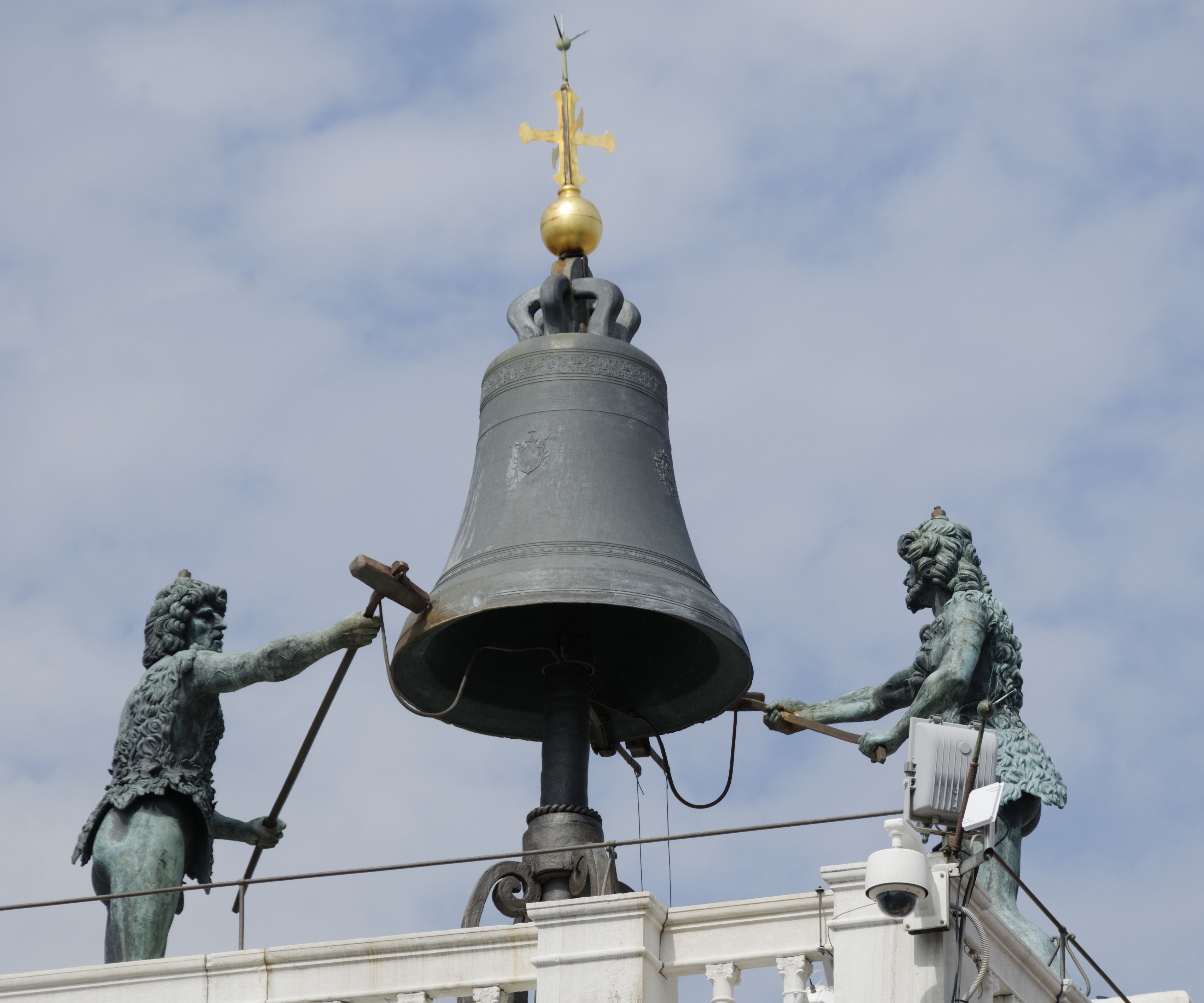
I Mori

Famosi sono i cosiddetti Mori di Venezia, così soprannominati per il loro colore bruno dai veneziani. Posti alla sommità della Torre su una terrazza, sono due statue di bronzo raffiguranti due pastori che battono con una mazza le ore su una grande campana.
Essi sono molto simili, ma non uguali, e la differenza visibile consiste nel particolare della barba, di cui uno è sprovvisto. Il Moro barbuto è denominato il "vecchio", l'altro il "giovane".
A questa attribuzione di ruoli contribuisce un particolare ben preciso. I Mori segnano le ore battendo la campana coi loro martelli (tanti rintocchi quante sono le ore), ma con una precisa modalità: il Moro vecchio batte le ore due minuti prima dell'ora esatta, a rappresentare il tempo che è passato, mentre il Moro giovane suona l'ora due minuti dopo, per rappresentare il tempo che verrà.
Le statue dei Mori vennero realizzate da Ambrogio delle Ancore nel 1497  e sono alte circa 2,5 m (oltre 7 piedi veneti).

### Campana
La torre ospita una campana di nota Mi bemolle3, fusa nel 1497 da Simone Campanato. La campana è alta 1,56 m, ha un diametro di 1,27 m e, assieme ai Mori, pesa circa 25 tonnellate.
All'interno del bordo inferiore della campana si trova la seguente incisione:
indicante il nome dell'autore e la data di installazione della campana. Oltre alla suddetta incisione essa reca in rilievo quattro medaglioni, due con il leone alternati a due con lo stemma del doge Agostino Barbarigo.
La campana viene battuta dai Mori a ogni ora con le modalità indicate in precedenza, inoltre a mezzogiorno e mezzanotte, vengono azionati altri due martelli, i martelli della meridiana, non visibili dalla piazza.

### Interno della torre

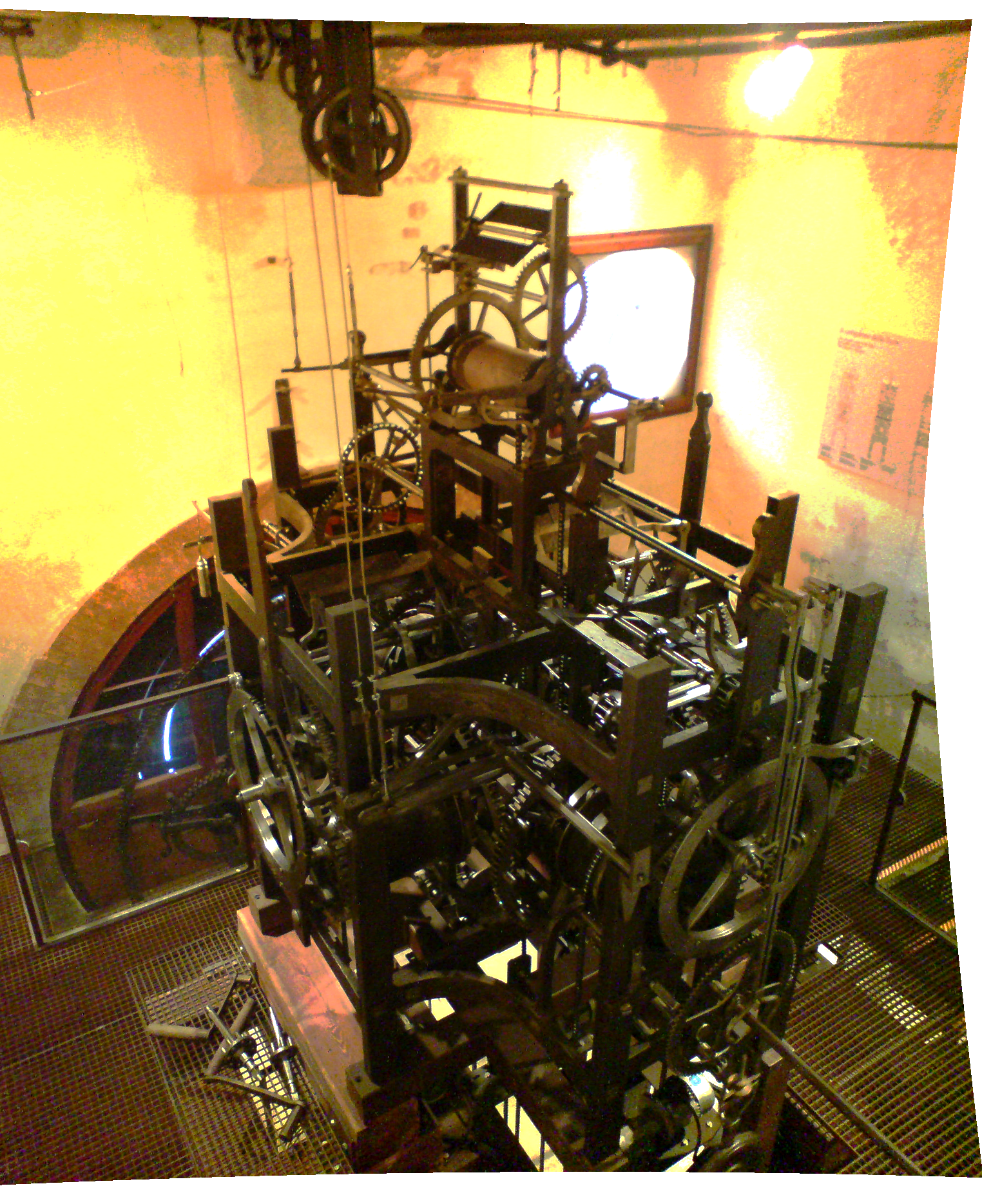
La macchina dell'orologio

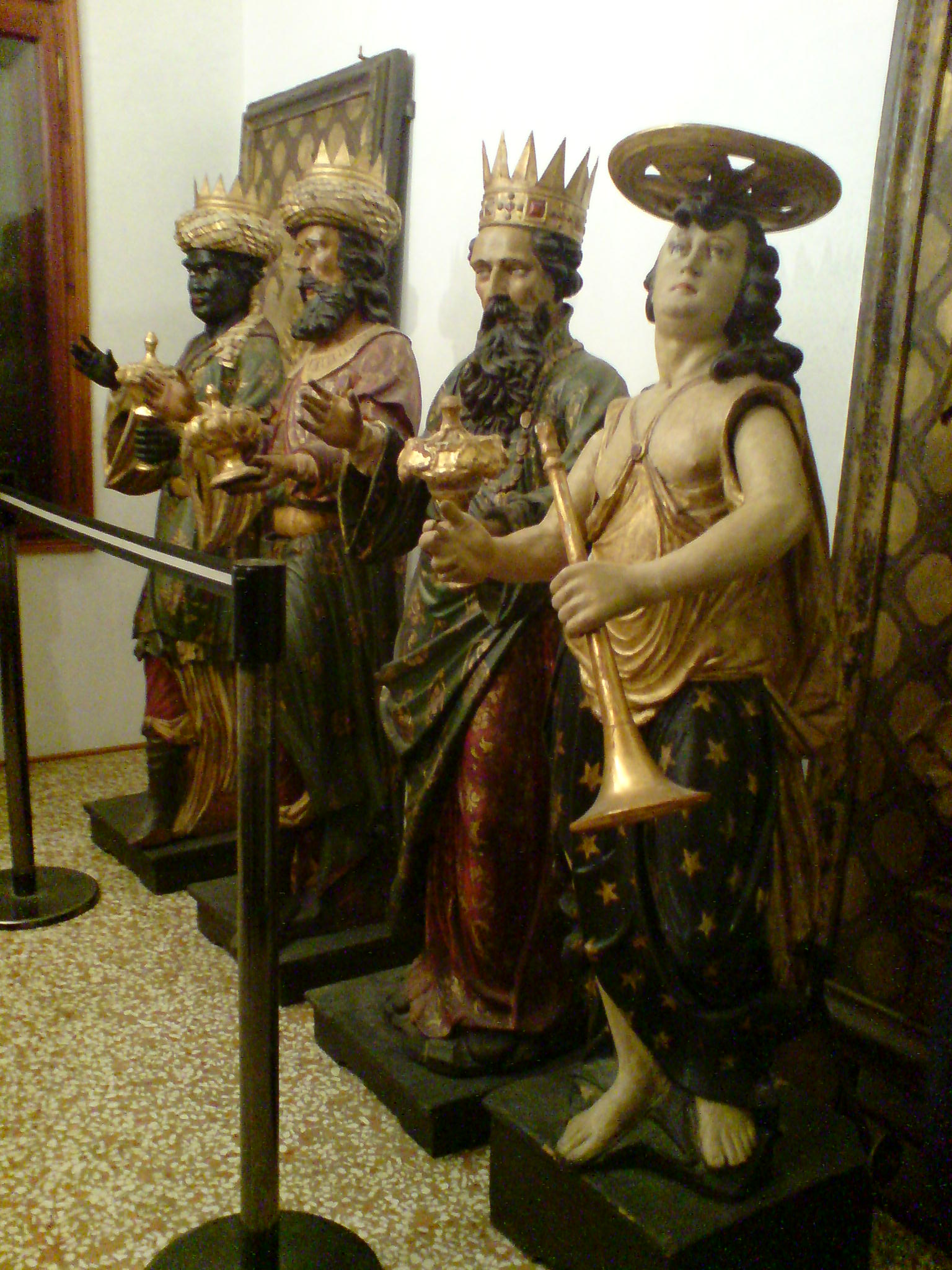
Statue in legno dell'angelo e dei re magi

L'interno della torre è diviso in quattro piani. I primi tre piani sono di due stanze, l'ultimo piano ha una sola stanza con le due finestre che affacciano sulla Merceria. Le due stanze che affacciano su piazza San Marco al secondo e terzo piano ospitano, rispettivamente, la macchina dell'orologio e il meccanismo dei re magi, nonché le fambure utilizzate per mostrare i numeri delle ore e dei minuti. Le altre stanze costituivano l'abitazione del custode dell'orologio.
Inizialmente per passare da un piano all'altro della torre si utilizzavano delle scale in legno. Durante i lavori di restauro del XIX secolo le scale in legno vennero sostituite da un'unica scala a chiocciola in ghisa di 72 gradini, protetta da una ringhiera in ferro battuto, che conduceva dal primo al quarto piano. Una seconda scala a chiocciola, dello stesso materiale e forma, ma più piccola e di 28 gradini, serviva per salire dall'ultimo piano alla terrazza dove si trova la campana, protetta verso l'esterno da una botola a cupola.
L'accesso al primo piano della torre avviene tramite una scala in pietra di Costozza composta da 36 gradini che dalla strada conduce all'interno della torre. La porta di ingresso della torre è la prima porta a sinistra che si incontra dopo il porticato attraversando l'arco dalla piazza andando verso la Merceria.

## I temperatori
L'invenzione dello scappamento a verga avvenuto in Europa del XIII secolo, portò allo sviluppo dei primi orologi completamente meccanici. A partire dal XIII secolo furono costruiti grandi orologi da torre nelle piazze, nelle cattedrali e nei monasteri europei. Questi orologi erano costosi, ingombranti e piuttosto imprecisi tanto che richiedevano una costante regolazione. Inoltre il meccanismo era attivato da dei sistemi di contrappesi che dovevano essere riposizionati con una certa frequenza. Quindi le organizzazioni, tipicamente pubbliche, che si dotavano di un orologio dovettero anche preoccuparsi della sua gestione e manutenzione affinché tali dispositivi potessero sempre indicare l'ora esatta. Divenne quindi pratica corrente associare a questi orologi una figura di custode e manutentore, che veniva chiamata "moderatore" o anche "temperatore". Vale la pena di sottolineare che l'individuazione di questa figura non era cosa semplice in quanto il compito richiedeva capacità e competenza che, specialmente nei primi tempi, erano piuttosto rare.
L'orologio della torre di Venezia non fece eccezione a questa consuetudine, anche perché il meccanismo era di notevole complessità, e quindi ebbe con continuità un temperatore, dalla sua inaugurazione, nel 1499, per 500 anni.
Come indicato in precedenza l'orologio della Torre venne realizzato dai reggiani Giampaolo e Giancarlo Raineri fra il 1496 e il 1498 e venne inaugurato nel 1499. Purtroppo Giampaolo (il padre) non poté assistere a questo evento perché morì in precedenza. Dopo l'installazione dell'orologio sorsero delle controversie fra Giancarlo Raineri e i procuratori della Serenissima circa l'importo delle fatture che gli dovevano essere liquidate per il lavoro svolto, per il quale aveva ricevuto solo un acconto di 120 ducati. La diatriba si trascinò fino alla fine del 1500 quando il Raineri accettò di chiudere la questione in cambio di uno stipendio sicuro e alloggio per lui e la sua famiglia e per i suoi discendenti in quanto custodi dell'orologio. Il 20 novembre del 1500 Giancarlo Raineri divenne quindi il primo temperatore della Torre dell'Orologio.
Giancarlo Raineri morì a Venezia nel 1517 e a quel tempo il figlio Girolamo era troppo giovane per rilevare il ruolo del padre, per cui il compito di temperatore fu affidato all'assistente di Giancarlo, Bernardino Cardo, che lo esercitò fino al 1528 quando Girolamo gli subentrò. Negli anni successivi si manifestarono una serie di lamentele per il fatto che l'orologio evidenziava una serie di problemi che non venivano risolti. Pertanto nel 1531 Girolamo fu sollevato dall'incarico, in quanto giudicato ancora troppo inesperto, e l'incarico di temperatore fu affidato al padovano Raffaele Pencino.
Nel 1539 Girolamo, che nel frattempo aveva fatto esperienza a Reggio Emilia nella bottega degli zii Lodovico e Lionello, fu reintegrato nel ruolo di temperatore. Nel 1550 Girolamo fu accusato di essersi allontanato per molto tempo da Venezia e aver affidato in sua assenza la gestione dell'orologio a persona non qualificata, la quale a sua volta era accusata di aver venduto alcune parti dell'orologio. Venne quindi nominata una commissione di esperti per valutare lo stato dell'orologio e vennero ascoltate varie testimonianze per valutare la veridicità delle accuse. A seguito di ciò nel febbraio del 1551 i Procuratori di San Marco licenziarono Girolamo che fu pertanto costretto a lasciare anche l'abitazione nella torre in cui lui e la sua famiglia albergavano. Affranto da questa decisione Girolamo morì pochi mesi dopo.
Uscito di scena il Raineri la situazione dell'orologio andò progressivamente peggiorando arrivando anche a fermarsi del tutto. Per rimediare a questo il 1º luglio 1551 venne indetto un concorso per individuare un nuovo temperatore, cui veniva accordato uno stipendio di 48 ducati l'anno e l'alloggio gratuito per lui e la famiglia nella torre e l'obbligo di non lasciare Venezia se non con l'esplicito permesso dai Procuratori di San Marco. Valutate le candidature ricevute e in base a una votazione, fu scelto il maestro Giuseppe Mazzoleni di Padova che iniziò il suo lavoro il 20 luglio 1551. Mazzoleni rimase in carica fino alla sua morte avvenuta nel giugno del 1577.
Nei quattro secoli successivi si succedette una trentina di temperatori, per alcuni dei quali si trovano notizie storiche accertate. Fra questi:
- 1613: Giovan Battista Santi, autore di una dettagliata descrizione del quadrante astronomico;
- 1642: Gian Battista Serena cui faranno seguito i figli Urbano (1660-1674) e Caterina (1674-1683);
- 1756: Giampaolo Cloder, seguito dal figlio Giacomo;
- 1790: Antonio Doria, seguito dal figlio Giovanni dal 3 agosto 1827;[54]
- 1900: Pietro Citella;[55]
- 1916: Emilio Peratoner, seguito dal figlio Giovanni Battista (1936) e dal nipote Alberto (1986).[25]

Alberto Peratoner fu il 33º e ultimo temperatore dell'orologio della Torre di Venezia. Infatti a seguito del restauro iniziato nel 1997 e terminato nel 2006 con la risistemazione in sito del meccanismo, il ruolo del temperatore è venuto a cessare in quanto uno dei suoi compiti principali, cioè la ricarica dell'orologio, non era più necessario perché il meccanismo, con il nuovo restauro, era dotato di un sistema motorizzato di ricarica. Peratoner lasciò l'appartamento nella Torre, in uso da sempre ai temperatori, e in cui aveva vissuto fin dalla sua nascita, il 30 marzo 1998, ponendo quindi fine a una tradizione durata cinque secoli.